# Agorameter
Im Agorameter der Agora Energiewende wird die jeweils aktuelle Stromerzeugungs- und Stromnachfragesituation in Deutschland grafisch dargestellt. Das Agorameter wird als Diagramm auf der Website von Agora Energiewende mit einem Zeitverzug von etwa 2–3 Stunden für die breite Öffentlichkeit aufbereitet.

## Hintergrund
Die Idee des Agorameters ist es, die Stromerzeugung aus erneuerbaren Energien je nach Stromquelle, also nach Wind, Sonne, Wasser und Biomasse, darzustellen. Außerdem kann auch die Stromerzeugung von konventionellen Kraftwerken nach Kernenergie, Braunkohle, Steinkohle, Erdgas, Pumpspeicher dargestellt werden, als Summe oder auch einzeln. Die jeweils aktuellen Leistungswerte werden in Gigawatt oder die spezifischen CO2-Werte in Gramm pro kWh angezeigt. Auch lassen sich die jeweiligen Börsenstrompreise ablesen.
Das Agorameter ist ein Projekt der Agora Energiewende, die von der Stiftung Mercator und die European Climate Foundation (ECF) getragen wird und zum besseren Verständnis der Zusammenhänge wie Stromproduktion und Stromverbrauch dienen soll.